# José Soberanes
General José G. Soberanes fue un militar mexicano que participó en la Revolución mexicana. Hijo de Don Urbano Soberanes y Doña Melquiades Guerrero. Fue pariente del soldado y ganadero José de Soberanes, quién en 1795 poseía el Rancho Buenavista, uno de los seis más importantes ranchos en el distrito de Monterrey. Participó en las campañas contra el agrarismo de Emiliano Zapata al lado de los generales Adolfo Montes de Oca y Flavio Maldonado. Intentó escapar de la bifurcación entre La Bufa y Guadalupe, en la que se encontraba durante la Batalla de Zacatecas junto a los generales Luis Medina Barrón, Antonio G. Olea, Jacobo Harrotian y Benjamín Argumedo, sin embargo fue muerto en la Batalla. 